# Даријуш Волски
Даријуш Адам Волски (пољ. Dariusz Adam Wolski; Варшава, 7. мај 1956) пољски је сниматељ и директор фотографије.
Познат је по свом раду као сниматељ на франшизи Пирати са Кариба и по класицама Алекса Пројаса Врана и Мрачни град. Много његових сарадњи укључује рад с филмским режисерима попут Ридлија Скота, Роба Маршала, Тонија Скота, Гора Вербинског и Тима Бертона. Члан је Америчког кинематографског друштва од 1996. године и члан Академије филмских уметности и наука од 2004. године. Упоредо са многим филмским режисерима, Волски је радио и на неколико музичких спотова са уметницима попут Елтона Џона, Еминема, Дејвида Боуија, Стинга, Аеросмита и Нила Јанга.